# Fakty (TVP3 Wrocław)

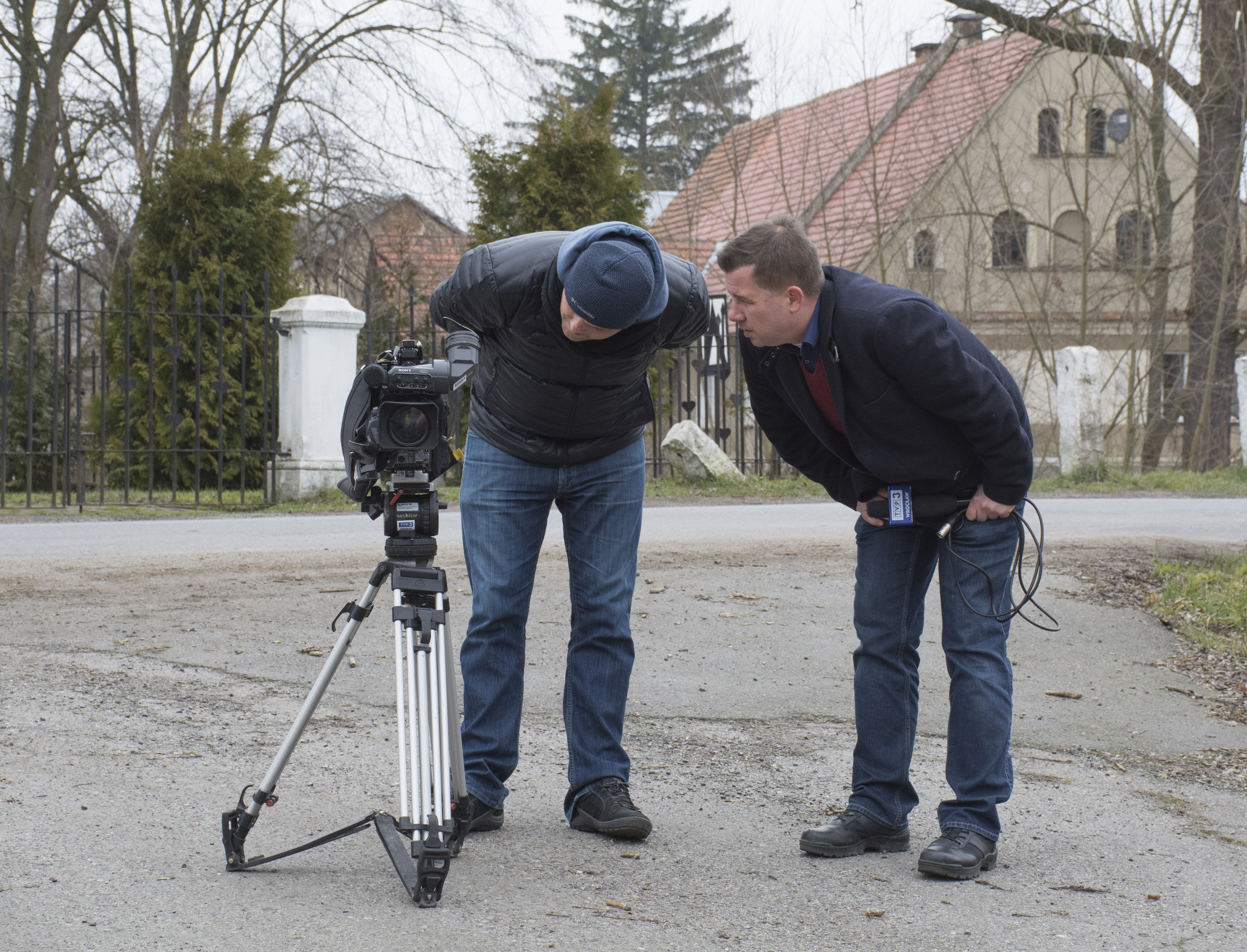
Dziennikarze Faktów przy pracy

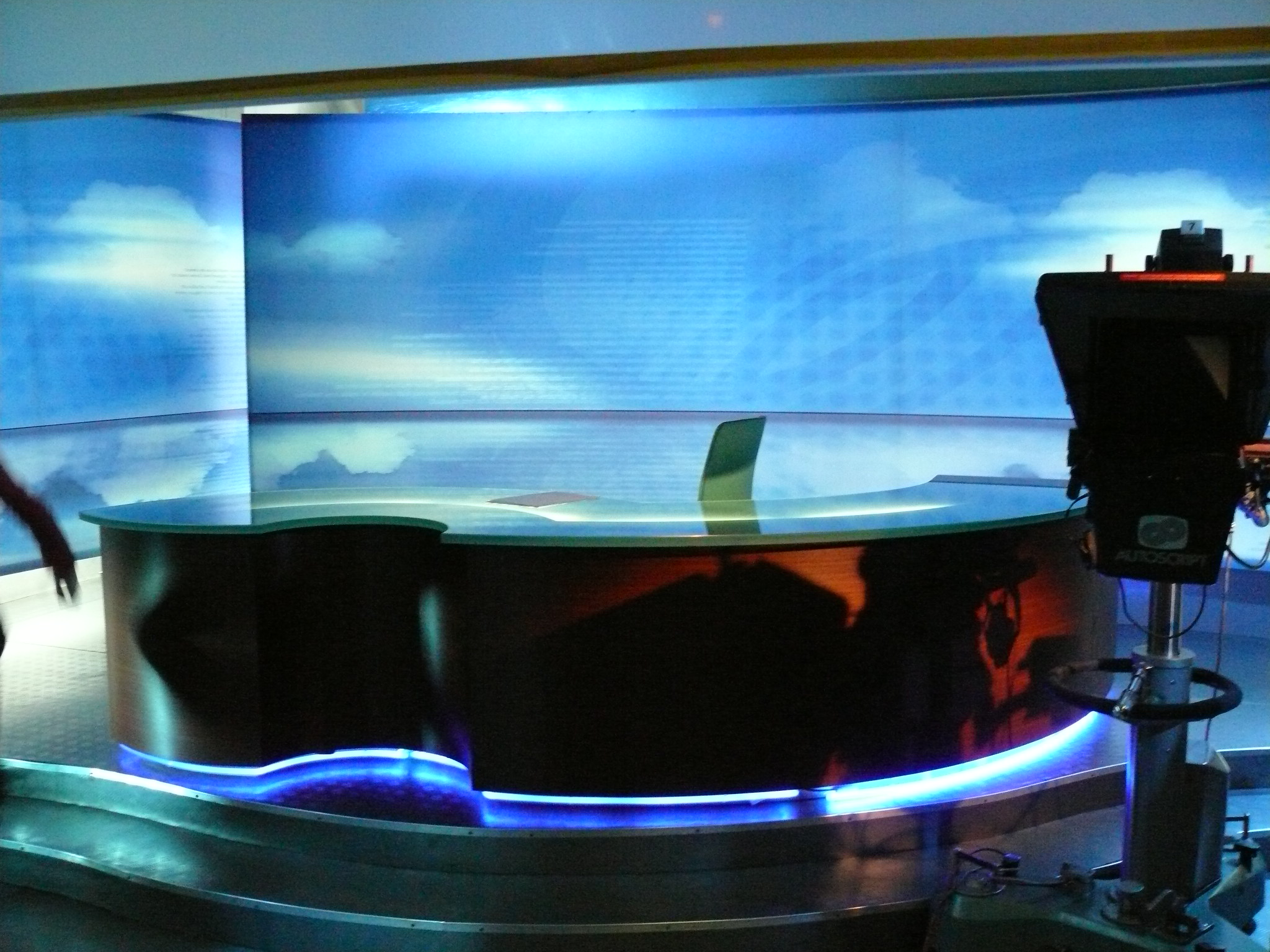
Studio w poprzedniej scenografii. Stąd nadawane były wszystkie serwisy. Wydanie "flesz" o 19:50 prowadzący prezentował niegdyś na stojąco, zaś pozostałe - siedząc za stołem prezenterskim.

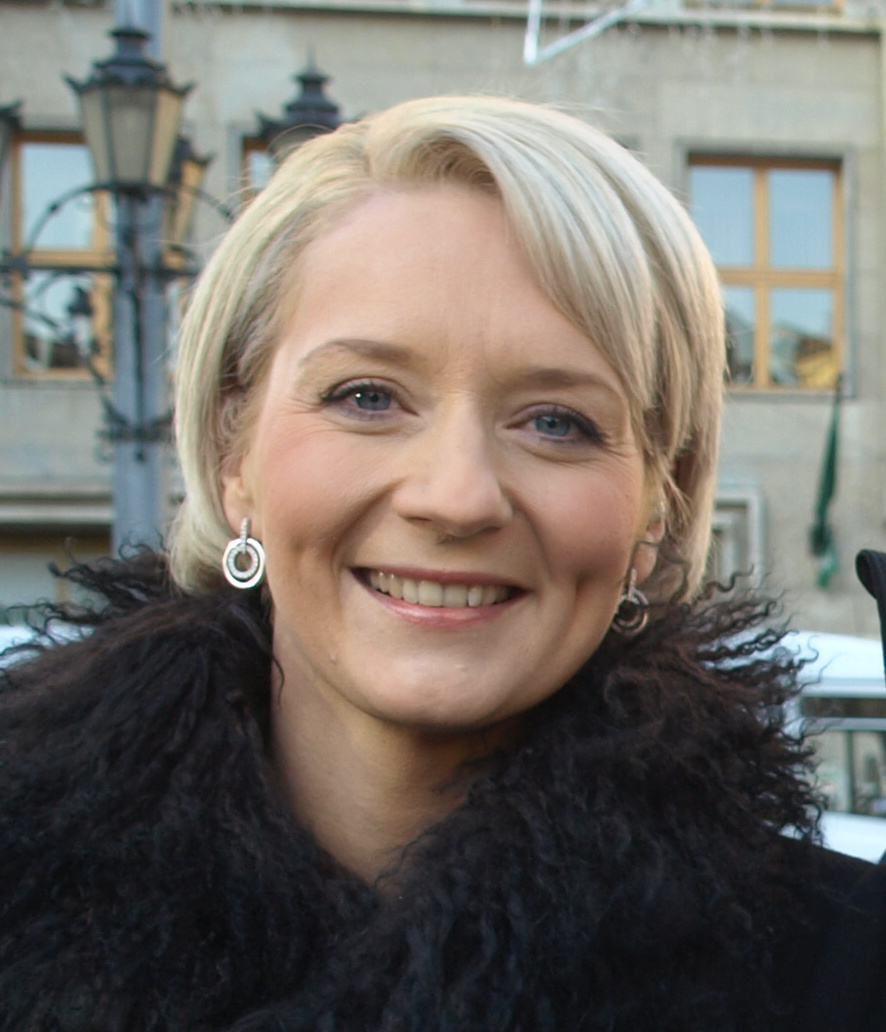
Agata Dzikowska, jedna z prowadzących Faktów oraz dawniej Słownik polsko@polski z Prof. Janem Miodkiem w TVP Polonia.

Fakty – sztandarowy program TVP3 Wrocław. Program powstał z powodu zmian ustrojowych w Polsce, zastępując dotychczasowe "Rozmaitości". Pierwsze wydanie zostało wyemitowane 26 marca 1990, prowadził je Wojciech Żurad. 

## Godziny emisji
Codziennie Fakty składają się z czterech wydań:
- 15:30 - wydanie popołudniowe,
- 16:30 - wydanie popołudniowe,
- 18:30 - główne wydanie,
- 21:30 - wydanie wieczorne.[1]

Do 21 czerwca 2009 główne wydanie nadawano o godzinie 18:00.

## Nagrody
Wszystkie poniższe nagrody i wyróżnienia zostały przyznane redakcji Faktów:
- 1997: I miejsce w kategorii Najlepszy program informacyjny na Przeglądzie Twórczości Telewizyjnej
- 1998: I miejsce w konkursach dziennikarzy oddziałów terenowych TVP na Szkoleniu BBC dziennikarzy oddziałów terenowych TVP
- 1998: III miejsce w kategorii Najlepszy program informacyjny na Przeglądzie Twórczości Telewizyjnej
- 2001: II miejsce w rankingu miesięcznika Press programów informacyjnych stacji regionalnych
- 2003: Grand Prix w kategorii Program informacyjny na Prix Circom Regional 2003 dla Faktów Tydzień
- 2004: Wyróżnienie w kategorii Informacje Regionalne na Prix Circom Regional 2004
- 2004: III miejsce w kategorii Najlepsza rozmowa dnia na PIK 9 (Przegląd i Konkurs Twórczości Telewizyjnej Ośrodków Regionalnych TVP) dla Rozmowy Faktów
- 2005: I miejsce w kategorii Najlepszy program informacyjny ex aequo z Kroniką TVP3 Szczecin na PIK 10
- 2006: Wyróżnienie w kategorii Najlepszy program informacyjny na PIK 12.
- i inne, m.in. dla poszczególnych prezenterów i reporterów serwisu

## Czołówki
| 26 marca 1990 – 23 czerwca 1992           | Jasnoniebieskie tło i wyskakujący czerwony napis Fakty zapisany czcionką podobną do tej z ówczesnych Wiadomości TVP1, "kosmiczna" muzyka. Były jeszcze dwie wersje kolorystyczne czołówki - szara i granatowa. |
| 24 czerwca 1992 – 1996                    | Podobna do poprzedniej, tyle że niebieskie tło (w tle zegar z wieży ratusza) i niebieski napis Fakty (jednak kolorystyka często się zmieniała w tej oprawie). Muzyka taka sama jak poprzednio, tyle że przyspieszona. |
| ?                                         | Panorama centrum miasta na tle nieba i biały napis Fakty zapisany czcionką Times New Roman. |
| 1997                                      | Kolorystyka niebieska (w tle kula), obrazy z różnych wydarzeń, na dole pojawia się żółty napis Fakty. |
| 1997 - 13 grudnia 1998                    | Granatowe tło, w tle panorama miasta nad Odrą, rusza się przeźroczysty zegar z wieży wrocławskiego Ratusza, pojawia się złoty "tłusty" napis Fakty. Na koniec ten napis wynurza się i się "zbliża". |
| 14 grudnia 1998 – 1 października (?) 2000 | Na czarnym tle są niebieskie ekrany, na nich pojawia się obliczanie, potem na niebiesko-zielonym podłożu układają się okręgi, a na ekranach różne elementy: magnolia (logo TVP3 Wrocław), ratusz itd. Potem te okręgi układają się w jeden wielki okrąg, który później się zbliża i na niebieskim tle pojawia się złoty "tłusty" napis "Fakty", który na sam koniec znika na tle studia. Dynamiczna muzyka, znana także widzom TVP3 Gdańsk z programu Sport wieczorową porą. |
| 2 października 2000 – 14 września 2003    | Ciemnogranatowe tło z przecinającymi się łukami i liniami, przelatujące i obracające się trójwymiarowe litery, biały "tłusty" napis Fakty z 2 poprzednich czołówek. W wydaniach miejskich pt. Fakty Wrocław, po chwili pojawienia się napisu Fakty na ekran wskakuje napis Wrocław, a w podsumowaniu tygodnia pt. Fakty Tydzień, pod napisem Fakty pojawia się napis Tydzień i na końcu słychać dźwięk prądu. Ta sama muzyka, jak w poprzedniej czołówce. |
| 15 września 2003 – 25 marca 2006          | Oprawa w kolorze jasnozielonym, na środku pojawiają się białe okręgi, pięć z nich to zaznaczone największe miasta podlegające wtedy pod TVP3 Wrocław: Wrocław, Jelenia Góra, Legnica, Opole i Wałbrzych. Po prawej stronie pojawiają się nazwy tych miast, które po kilku sekundach ustępują miejsce nazwie programu pisanego małymi literami czcionką Eurasia. W tle słychać dynamiczną muzykę elektroniczną. W wydaniach pt. Fakty Kultura, Fakty zza Odry oraz Fakty Tydzień czołówka ta sama, tyle że pod napisem Fakty jest napis podkreślający dowolną końcówkę nazwy. |
| 26 marca 2006 – 4 marca 2007              | Tło w kolorze niebiesko-zielonym, pojawiający się kontur województwa dolnośląskiego oświetlony długimi promieniami światła wychodzącymi także z czterech miast (Wrocław, Jelenia Góra, Legnica, Wałbrzych), a nie – jak dotychczas – z pięciu, z powodu powstania regionalnego kanału TVP3 Opole. Muzyka w wykonaniu Piotra Dziubka. |
| 5 marca 2007 – 5 września 2010            | Czołówka niemal identyczna jak poprzednia. Kolor zielony zastąpiono niebieskim. Zmieniona została oprawa muzyczna, której autorem był Sławomir Ruczkowski. |
| 6 września 2010 – 17 września 2010        | Zupełnie nowa oprawa w barwach szaro-pomarańczowych. Czołówka przedstawia odliczanie od 10 sekund z charakterystycznymi dźwiękami co sekundę. Na końcu pojawiają się obracające się srebrne litery, które układają się w nazwę programu. Autorem sygnału dźwiękowego jest Leszek Możdżer, znany kompozytor i pianista jazzowy. |
| 18 września 2010 – 20 marca 2012          | Czołówka niemal identyczna jak poprzednia. Wprowadzono ją po 12 dniach emisji poprzedniej, po sygnałach widzów, którzy zarzucali jej brak elementów regionalnych. Zamiast mijających sekund podczas odliczania, na początku pojawia się nazwa regionu - Dolny Śląsk, a następnie nazwy największych miast województwa dolnośląskiego: Wrocław, Legnica, Jelenia Góra, Bolesławiec, Świdnica, Głogów, Zgorzelec, Lubin i Wałbrzych. Tym razem nazwa programu widnieje na pomarańczowym tle. |
| 21 marca 2012 – 2 maja 2015               | Na początku widać obracający się kontur regionu z zaznaczonymi nazwami miast: Wrocław, Jelenia Góra, Legnica, Wałbrzych. Z Wrocławia wynurzają się i zwiększają okręgi - symbol nadawania programu właśnie ze stolicy regionu. Mapa województwa dolnośląskiego pojawia się na konturze Polski, a na końcu na ekran wkraczają litery i składają się w białą nazwę programu napisaną czcionką Handel Gothic. Kolorystyka w oprawie jest granatowo-błękitna, ale pomarańczowe elementy studia pozostały. Oprawa muzyczna ta sama jak poprzednio, tyle że zmodyfikowana. Po kilku dniach obowiązywania tej oprawy, 6 kwietnia 2012 oprawa muzyczna została nieco zmieniona na szybszą. |
| od 3 maja 2015                            | Na początku widok na studio, gdzie na ekranie tylnoprojekcyjnym pojawia się odliczanie od 5 do 1. Potem pojawia się czołówka, w której na niebieskim tle pojawia się granatowy napis Fakty, wokół którego przewijają się nazwy miast województwa dolnośląskiego. W tle czołówki widać białe okręgi, na końcu pojawiają się prostokątne pasy. |